# Radziłów (gmina)
Radziłów – gmina wiejska w województwie podlaskim, w powiecie grajewskim. W latach 1975–1998 gmina położona była w województwie łomżyńskim.
Siedzibą gminy jest Radziłów.
Według danych z 30 czerwca 2004 gminę zamieszkiwały 5142 osoby.

## Historia
Gmina Radziłów powstała za Królestwa Polskiego – 31 maja 1870 w powiecie szczuczyńskim w guberni łomżyńskiej w związku z utratą praw miejskich przez miasto Radziłów i przekształceniu jego w wiejską gminę Radziłów w granicach dotychczasowego miasta z dołączeniem niektórych wsi z sąsiedniej (znoszonej) gminy Mścichy.

## Struktura powierzchni
Według danych z roku 2002 gmina Radziłów ma obszar 199,38 km², w tym:
- użytki rolne: 70%
- użytki leśne: 9%

Gmina stanowi 20,61% powierzchni powiatu.

## Demografia

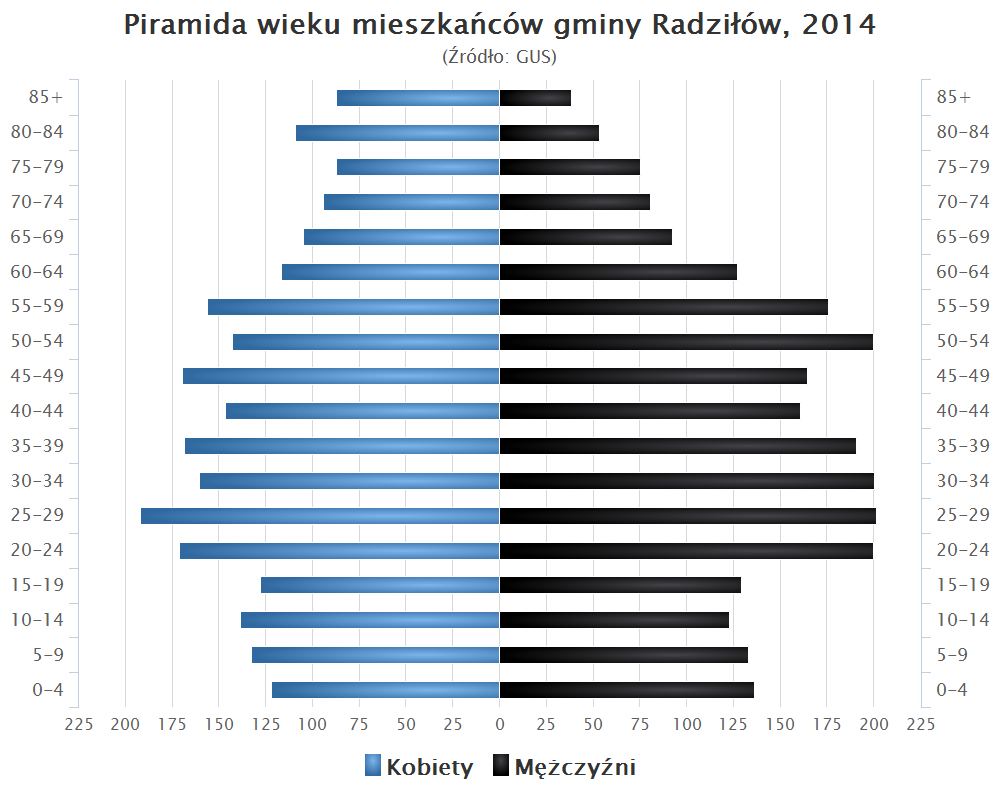
Piramida wieku mieszkańców gminy Radziłów w 2014 roku

Dane z 30 czerwca 2004:
| Opis                              | Ogółem | Ogółem | Kobiety | Kobiety | Mężczyźni | Mężczyźni |
| --------------------------------- | ------ | ------ | ------- | ------- | --------- | --------- |
| Jednostka                         | osób   | %      | osób    | %       | osób      | %         |
| Populacja                         | 5142   | 100    | 2576    | 50,1    | 2566      | 49,9      |
| Gęstość zaludnienia [mieszk./km²] | 25,8   | 25,8   | 12,9    | 12,9    | 12,9      | 12,9      |

## Sołectwa
Barwiki, Borawskie-Awissa, Brodowo, Brychy, Czachy, Czerwonki, Dębówka, Dusze, Glinki, Janowo, Karwowo, Kieljany, Klimaszewnica, Konopki, Konopki-Awissa, Kownatki, Kramarzewo, Łoje-Awissa, Mikuty, Mścichy, Okrasin, Ostrowik, Racibory, Radziłów (sołectwa: Radziłów I i Radziłów II), Rydzewo-Pieniążek, Rydzewo Szlacheckie, Słucz, Sośnia, Szlasy, Szyjki, Święcienin, Wiązownica, Wypychy, Zakrzewo.

## Miejscowości niesołeckie
Borawskie-Awissa-Kolonia, Czaple, Grąd, Kolonie Słucz, Łazy, Łoje-Gręzko, Radziłów-Kolonia, Święcienin-Kolonia, Zawisie.

## Sąsiednie gminy
Goniądz, Grajewo, Jedwabne, Przytuły, Trzcianne, Wąsosz